# Knarretjärnet
Knarretjärnet är en sjö i Bengtsfors kommun i Dalsland och ingår i Göta älvs huvudavrinningsområde. Sjön har en area på 0,126 kvadratkilometer och ligger 91,9 meter över havet.

## Delavrinningsområde
Knarretjärnet ingår i det delavrinningsområde (655149-129854) som SMHI kallar för Mynnar i Laxsjön. Medelhöjden är 111 meter över havet och ytan är 1,98 kvadratkilometer. Det finns inga avrinningsområden uppströms utan avrinningsområdet är högsta punkten. Vattendraget som avvattnar avrinningsområdet har biflödesordning 3, vilket innebär att vattnet flödar genom totalt 3 vattendrag innan det når havet efter 198 kilometer. Avrinningsområdet består mestadels av skog (62 procent) och öppen mark (17 procent). Avrinningsområdet har 0,12 kvadratkilometer vattenytor vilket ger det en sjöprocent på 6,2 procent. Bebyggelsen i området täcker en yta av 0,04 kvadratkilometer eller 2 procent av avrinningsområdet.